# 半江镇
半江镇，是中华人民共和国广东省河源市东源县下辖的一个乡镇级行政单位。

## 行政区划
半江镇下辖以下地区：
半江村、珠坑村、横斜村、西溪村、樟溪村、积洞村、渔潭村、左拔村和竹园村。